# 우세라역
우세라역(스페인어: Usera)은 마드리드 지하철 6호선의 역이다. 마드리드 카라반첼 구 우세로 지역의 캄파로 우세라 거리 지하에 위치해 있다. 요금구역상으로는 A구역에 속한다.

## 역사
1981년 5월 7일 6호선의 오포르토-파시피코 구간이 개통되면서 문을 열었다. 2007년에는 역 내부 리모델링을 실시하여, 장애인의 접근 편의를 위해 엘리베이터를 설치하고 기존의 철제 천장과 석재 마감을 흰색 비트렉스 소재로 통일하였다. 엘리베이터는 2008년 4월부터 가동에 들어갔다.

## 환승 정보
역 주변에 버스 정류장이 두 곳 있다.
버스
- 시내버스
  - 47, 247번 노선 (주간)
  - N15번 노선 (야간)

지하철
| 마드리드 지하철        | 마드리드 지하철       | 마드리드 지하철 |
| ---------------------- | --------------------- | --------------- |
| 플라사 엘립티카 순환선 | 마드리드 지하철 6호선 | 레가스피 순환선 |